# Stockholms Stadion
 For alternative betydninger, se Olympiastadion. (Se også artikler, som begynder med Olympiastadion)
Stockholms Stadion, formelt Stockholms Olympiastadion, ofte blot kaldet Stadion, er et stadion beliggende i bydelen Norra Djurgården i Sveriges hovedstad, Stockholm.
Det er tegnet af arkitekt Torben Grut i nationalromantisk stil og blev indviet i 1912 som arena for De Olympiske Lege. Tidligere lå byens idrætspark på stedet. Siden da har stadionet huset utallige sportsbegivenheder, særligt indenfor fodbold og atletik, ligesom navne som Michael Jackson, Rolling Stones, Depeche Mode, Metallica, Kiss, Iron Maiden, Guns N' Roses, Robbie Williams og Kent har givet koncert her. Ingen af disse artister kan dog hamle op med Deep Purple hvad angår popularitet; i 1985 gav bandet udsolgte koncerter tre aftener i træk på stadionet. Dets kapacitet er mellem 13.145 og 14.500 tilskuere afhængig af anvendelsen, dog er der ved koncerter, hvor plænen også bruges til publikum, plads til omkring 32.000. Stadionet er hjemmebane for Djurgårdens IF.
Rekorden for flest tilskuere til en fodboldkamp på Stockholms Stadion blev sat 16. august 1946, hvor Djurgårdens IF mødte AIK, mens koncert-rekorden indehaves af Michael Jackson, hvis koncert i 1992 havde 53.000 tilskuere. Stadionet er det stadion i verden, hvor der er sat flest atletikrekorder; 83 i alt.
Siden 1973 har Stockholms Tunnelbana haft en station ved stadionet.
59°20′43″N 18°04′44″Ø / 59.34528°N 18.07889°Ø